# Herren von Duino

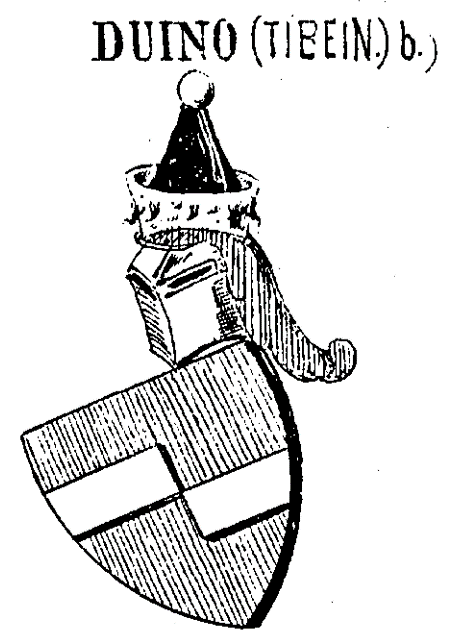
Wappen derer von Duino / Tibein

Die Herren von Duino, auch von Tybein, Duino-Tibein, nach dem Leitnahmen auch Hugonen oder Haugen von Tybein, waren ein Ministerialengeschlecht an der oberen Adria.
Ihre Lehen lagen in Istrien, am Quarnerobusen (Kvarner) von Fiume (Rijeka) sowie in Friaul; sie werden um 1166 als Vasallen des Patriarchen von Aquileja bezeichnet. Die genaue Herkunft scheint nicht geklärt zu sein. Im 13. Jahrhundert kommen sie in Urkunden auch als Ministerialen von Aquileja vor. Sicher ist, dass sie zugleich Ministerialen der Grafen von Görz waren. Das Geschlecht ist urkundlich von etwa 1150 bis 1406 nachgewiesen.

## Geschichte

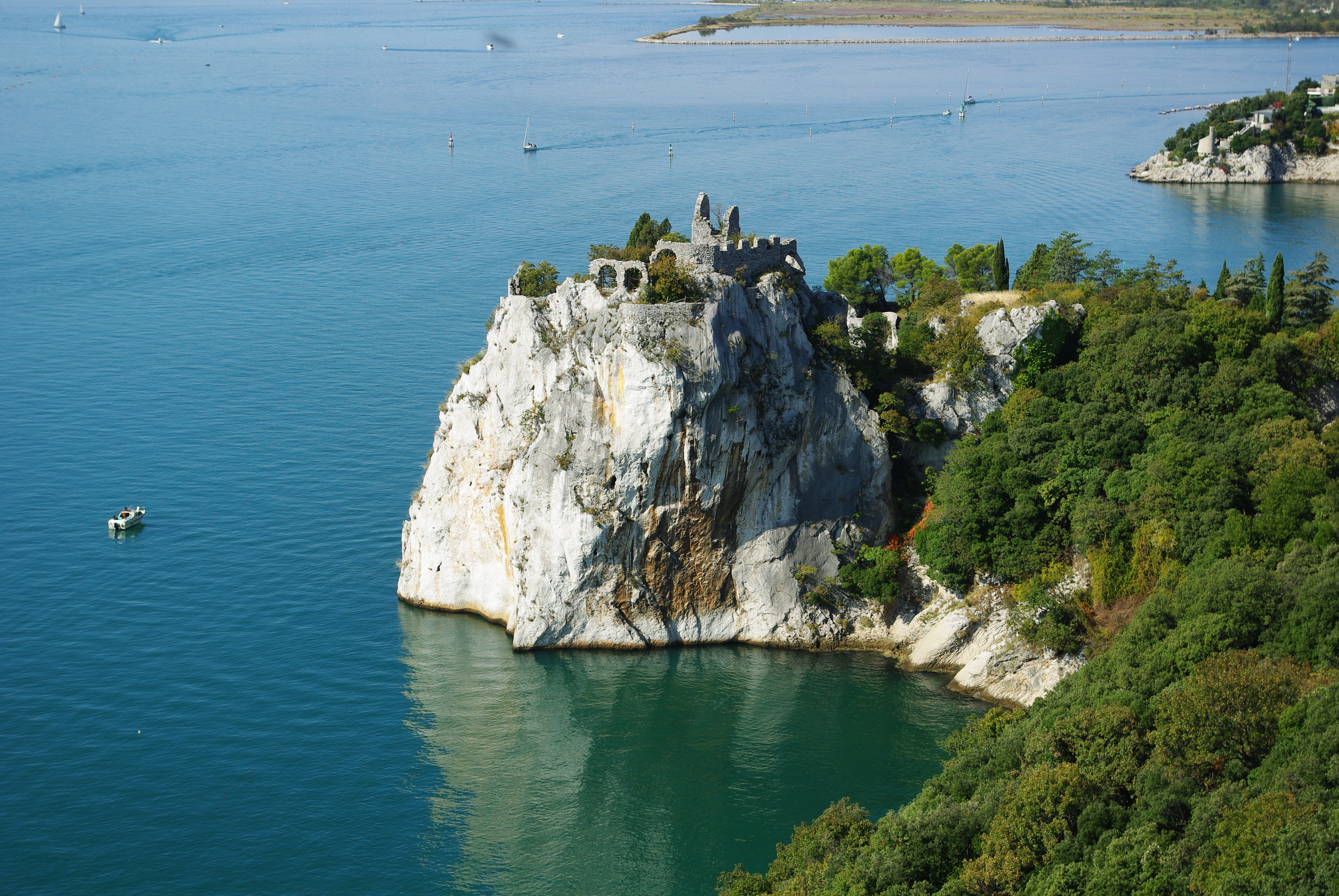
Ruine der alten Burg in Duino (10. Jh.)

Das neue Schloss Duino (erbaut ab 1389)

Schon im Verlauf des 13. Jahrhunderts gelang es den Herren von Duino, sich von den anderen in Istrien ansässigen Adelsgeschlechtern abzuheben. Ein wesentlicher Grund hierfür und für ihre spätere Machtstellung war ihre enge Anbindung an die Grafen von Görz, zu deren größten Vertrauten sie zeitweise zählten, und die Lage ihres Stammsitzes Duino in der Triester Bucht, von wo aus sie die von Monfalcone entlang des Meeres (Adria) nach Istrien führenden Straßen beherrschten. Noch 1281 musste Hugo von Duino dem Patriarchen versprechen, die Reisenden auf der belebten Handelsstraße unterhalb der Burg Duino unbehelligt ziehen zu lassen. Obwohl sie Lehen von Aquileja besaßen, wie auch die Grafen von Görz, handelten sie stets einvernehmlich mit ihnen, wenn es gegen den Patriarchen ging; sie werden als die größten Bedränger Aquilejas bezeichnet.
Hugo II. (1252–1308), Sohn Rudolfs I. von Duino (1252–1263), kam 1252 nach einer verlorenen Fehde, die Graf Meinhard III. von Görz und sein Schwiegervater, Graf Albert III. von Tirol gegen Philipp von Spanheim, Elekt von Salzburg, Sohn des Herzogs von Kärnten, führten, neben Meinhards Söhnen und anderen Görzer Ministerialen als Geisel in salzburgische Gefangenschaft (siehe Frieden von Lieserhofen). 
Im Jahre 1312, als Graf Heinrich von Görz Ritterspiele anordnete, an denen der Adel aus ganz Friaul teilnehmen sollte, wurden Rudolf II. von Duino (1296–1319) und Friedrich von Bremp/Prem mit der Durchführung betraut. In dieser Zeit bereits übten die Herren von Duino herrschaftliche Rechte in Fiume aus. 
Der größte Machtzuwachs wurde Hugo III. von Duino (1297–1328), Sohn von Hugo II., zuteil, als Graf Heinrich II. von Görz am 23. April 1319 unerwartet in Treviso starb. Hugo III. wurde damals Generalhauptmann der Stadt und des Distrikts Treviso. Er wurde aber auch zum Hauptmann der Grafschaft Görz ernannt. Er nannte sich von nun an Comitatus Goritiensis et terre Tarvisii capitaneus generalis. In Urkunden erscheint er aber auch als capitaneus super totum comitatum Goricie. Urkundlich scheint Hugo III. letztmals im Jahre 1328 auf.
Entsprechende Urkunden belegen, dass Hugo III. mit Stilicha (vermutlich Stella) verheiratet war, die den Besitz nach seinem Tod erhielt. Georg von Duino (1334–1343), der Erstgeborene von Hugo III., wurde 1336 ebenfalls zum Hauptmann von Görz ernannt. Um diese Zeit begann die Macht Aquilejas, aber auch die der Grafen von Görz zu schwinden; vermutlich deshalb schloss er sich im Jahre 1366 den Herzögen von Österreich (Habsburg) an und erkannte sie als seine Landesherren an. Seine Güter übergab er jedoch nicht an die Habsburger, um sie von ihnen als Lehen wieder zu empfangen. Damit gelang es den Habsburgern jedenfalls, ihren Herrschafts- und Einflussbereich bis an die Adria auszudehnen. 
Die Herren von Duino unterstützten die Habsburger militärisch und finanziell. Als Gegenleistung wurden an sie in Kärnten die Herrschaften Bleiburg, Eisenkappel, Gurnitz, Gutenstein, Rechberg und Wildenstein verpfändet. Nach der Absetzung von Konrad von Khraig als Landeshauptmann von Krain im Jahre 1385 setzte Herzog Leopold von Österreich Georgs Sohn, Hugo VIII. von Duino (1354–1390), als Nachfolger ein. Dieses Amt behielt Hugo bis 1389.
Mit Hugo IX. (1397, † 1399), dem Sohn Hugos VIII., erlosch im Jahre 1399 das Geschlecht im Mannesstamm. Seinen Sohn Reinprecht (1390, † 1396) überlebte er um drei Jahre. Haupterben der Herren von Duino wurden deren Verwandte, die Herren von Walsee.
Gelegentlich werden die Herren von Duino als Grafen bezeichnet. Dafür gibt es keinen urkundlichen Beleg.

## Wohltäter des Klosters Sittich
Einige Herren von Duino erscheinen auch in Urkunden des Klosters Sittich als Wohltäter (nach Grebenz):
- Stephan von Duino „sive Tybein“ schenkte 1250 dem Kloster eine Hube in der Nähe von Senosetsch.
- Hugo „de Dv(u)ino vel Dvino, secundum aliquos Tybein, Dominus de Liburnia civitatis fluminensis ad oram maris Adriatici“ erlaubte dem Kloster im Jahre 1300, „…de Sancto Vito sua fluminensi civitate“ jährlich zollfrei 50 Pferdefuhren Salz und sechs Fass Öl einzuführen (Grebenz, Nr. 103, S. 44).

## Stammliste
Genealogie:
Anmerkung: alle Hugo sind auch als Haug zu finden, alle auch als Tybein oder Thübein
A: Diethalm, 1139
B: Stephan I., 1166–1188
C: Wolschalk von Duino-Momiano, 1188–1249
C: Cono von Neuhaus, 1188–1227
C: Hugo I. von Duino, 1188–1234
D Rudolf I., 1252–1263
E: Hugo II., 1252–1308
F: Rudolf II., 1296–1319
G: Hugo VI., 1312
F: Heinrich II., 1274, † 1308
F: Hugo III., 1297–1328, seit 1319 Generalkapitän von Tarvis und Hauptmann der Grafschaft Görz, ⚭ Stilicha (Stella) N. 
G: Georg, 1334–1343, seit 1336 Hauptmann der Grafschaft Görz
H: Hugo VIII., 1354–1390 ⚭ Anna von Walsee-Enns
I: Reinprecht, 1390, † 1396
I: Hugo IX., 1397, † 1399, mit ihm erlosch das Geschlecht im Mannesstamm.
J: Katharina († 1435) ⚭ Reinprecht II. von Walsee-Enns (1364–1422) → Erbe an die Walseer
I: Katharina, 1400–1418
I: Anna, 1404, † 1406? 1. ⚭ Eberhard II. von Kapellen († 1406), 2.  Reinprecht II. von Walsee-Enns
G: Rudolf III., 1337–1359,
G: Johann, 1337
G: Hugo VII., 1323–1344
F: Ulrich, 1300
F: Gerca, 1308
G: Nassinguera, 1312–1314 (Abstammung nicht gesichert)
F: Hugez IV., 1334–1344
G: Hugo V., 1342–1345
C: Heinrich von Prem, 1188–1234
D: Ulrich I., 1249 (Abstammung nicht gesichert)
C: Stephan II. von Castelnuovo

## Besitz
- Duino/Devin (nw. Triest, heute Italien) (1385–1399),  Lehen von Aquileja

Ihre Güter lagen auch in Istrien, Krain, Kroatien und auch Kärnten. 

### Krain
- Bremp – Prem (nw. Ilirska Bistrica) (1366–1399), Lehen von Aquileja
- Dragembl – Dragomelj (nö. Ljubljana) (1386–1399)
- Guteneck – Gotnik (1366–1399)
- Senosetsch – Senožeče (sw. Postojna) (1366–1399), Lehen von Aquileja

### Kroatien bzw. Istrien (Kvarner Bucht)
- Brseč
- Castua/Kastav (1366–1399)
- Fiume/Rijeka
- Lovrana/Lovran
- Moschenitz/Mošćenice
- Veprinac

### Kärnten
Als Pfand:
- Bleiburg
- Eisenkappel
- Gurnitz
- Gutenstein
- Rechberg
- Wildenstein

## Wappen
Varianten:
- Einmal als Stufe abgesetzter Balken (der Balken vermutlich schwarz in weißem Schild).[2]
- Geteilter Schild oben ein sechsstrahliger Stern (nach Valvasor; nicht tingiert).